# Ножан-ан-От
Ножа́н-ан-От (фр. Nogent-en-Othe) — коммуна во Франции, находится в регионе Шампань — Арденны. Департамент — Об. Входит в состав кантона Экс-ан-От. Округ коммуны — Труа.
Код INSEE коммуны — 10266.
Коммуна расположена приблизительно в 135 км к юго-востоку от Парижа, в 100 км юго-западнее Шалон-ан-Шампани, в 26 км к юго-западу от Труа.

## Население
Население коммуны на 2008 год составляло 35 человек.
| 1962 | 1968 | 1975 | 1982 | 1990 | 1999 | 2008 |
| ---- | ---- | ---- | ---- | ---- | ---- | ---- |
| 56   | 59   | 44   | 39   | 34   | 38   | 35   |

## Администрация
| Период | Период | Фамилия       | Партия | Примечания |
| ------ | ------ | ------------- | ------ | ---------- |
| 2001   | 2005   | Доминик Мезон |        |            |
| 2005   | 2014   | Оливье Роже   |        |            |

## Экономика
В 2007 году среди 26 человек в трудоспособном возрасте (15—64 лет) 20 были экономически активными, 6 — неактивными (показатель активности — 76,9 %, в 1999 году было 71,4 %). Из 20 активных работали 15 человек (7 мужчин и 8 женщин), безработных было 5 (4 мужчины и 1 женщина). Среди 6 неактивных 0 человек были учениками или студентами, 4 — пенсионерами, 2 были неактивными по другим причинам.

## Достопримечательности
- Церковь Рождества Богородицы (XVI век). Памятник истории с 2006 года[3]

## Фотогалерея
- Церковь Рождества Богородицы
- Кладбище у церкви Рождества Богородицы
- Карта коммуны